# 胡铭媛
胡铭媛（1996年5月17日—），黑龙江齐齐哈尔人，中国女子排球运动员，中国国家女子排球队成员。她随中国队获得2018年亚洲运动会女子排球比赛金牌和2018年女排世锦赛季军。